# Eustache Chappuis
Eustache Chappuis (Chapuis ou Chapuys) né à Annecy vers la fin du XVe siècle et mort en janvier 1556 à Louvain, est un diplomate savoyard, ambassadeur de Charles Quint en Angleterre de 1529 à 1545 auprès du roi Henri VIII. Il joue diplomatiquement un rôle primordial en tant que défenseur attitré de Catherine d'Aragon, première épouse répudiée du roi d'Angleterre, puis de sa fille Marie Tudor qui accédera au trône d'Angleterre. 

## Biographie
Né à Annecy, fils de noble Louis Chappuis et de Guigonne Dupuy, il est issu d'une famille de notaires originaire d'Ugine. Son père est notaire, et est syndic de la ville vers 1486.
Sa date de naissance nous est inconnue. Les datations varient de 1486 à 1499. Lors du 92e Congrès national des Sociétés savantes (1970), l'érudit Joannès Chetail (1909-2002) indique « né à Annecy vraisemblablement en 1486 ». L'historien Michel Germain dans Personnages illustres des Savoie (2007) donne l'année approximative de 1490. La seule copie de l'inscription de sa sépulture indiquerait que cette date de naissance ne dépasse pas l'année 1499. Une naissance aussi tardive donnerait une carrière relativement précoce. Il semble donc plus probable que l'année de naissance se situe entre les années 1486 à 1491/1492,.

## Official à la cour épiscopale de Genève
Après de probables études dans sa ville natale, il est envoyé à l'Université de Turin, vers 1507,. Au cours de cette période, il rencontre Agrippa de Nettesheim (1486-1535). Il obtient son diplôme en droit, en 1512,,. Il semble poursuivre ses études à Valence, puis obtenir un doctorat à Rome,.
Il est ordonné prêtre à Annecy. Il reçoit en prébende le doyenné de Viry, et il est nommé abbé commendataire du sanctuaire de Saint-Ange à Licata (Sicile).
Il devient chanoine de la cathédrale Saint-Pierre de Genève,, où il exerce son ministère pendant 10 ans. Il est nommé, le 21 août 1517, official,, à la Cour épiscopale de Genève où il est réputé pour sa grande éloquence. Il est notamment le secrétaire des évêques,  Jean-François de Savoie, proche parent du duc Charles III, qui le remarque, puis de Pierre de La Baume. Il devient conseiller du duc Charles III. En 1519, en compagnie du seigneur Alexandre de Sallenove, il est envoyé à la Diète de Zurich, comme délégué de la cour épiscopale, pour négocier, au nom du duc de Savoie et de l'évêque de Genève, Jean-François de Savoie, l'abrogation des accords de combourgeoisie entre Fribourg et Genève. Le duc obtint ce qu'il demandait, mais les genevois revinrent ultérieurement sur leur désistement. Il le représente aussi à la diète de Soleure.

## Ambassadeur de Charles Quint auprès du roi Henri VIII d'Angleterre

Portrait d'Henri VIII par Hans Holbein le Jeune.

Après avoir exercé les fonctions de conseiller du duc Charles II de Savoie, Eustache Chappuis est secrétaire et confident du connétable de Bourbon,. Il est envoyé auprès de l'empereur du Saint-Empire romain germanique, Charles Quint. En 1527, il devient son conseiller et maître des requêtes.
Chappuis présente ses lettres de créance au roi Henri VIII d'Angleterre en septembre 1529 et sert les intérêts du Saint-Empire en qualité d'ambassadeur permanent à la cour du roi d'Angleterre, remplaçant dans cette fonction Don Íñigo López de Mendoza y Zúñiga devenu cardinal.
Au milieu de toutes les intrigues de la cour des Tudor, Eustache Chappuis fait preuve de grands talents diplomatiques, en dépit des controverses développées par Lord William Paget, secrétaire du roi d'Angleterre. Un différend très vif oppose les représentants du roi Henri VIII et les ambassadeurs de Charles Quint et du pape Clément VII, à propos du projet de répudiation de Catherine d'Aragon. Dans ses Mémoires, lord Paget taxe Eustache Chappuis de fourberie, de mensonge et de flatterie, sans pour autant justifier l'attitude de son souverain.
Le chanoine Chappuis jette sur l'Angleterre de son temps un regard critique, souvent plein d'acuité. Très proche du roi Henri VIII, il entretient avec le souverain un dialogue suivi à propos de ses interrogations théologiques et sur l'évolution de ses rapports avec le clergé anglais : au mois d'octobre 1529, Henri VIII indique à l'ambassadeur impérial qu'« il ne reconnait pas d'autre supériorité au clergé que la possibilité de remettre les péchés ». Le 5 décembre 1530, recevant une pétition des Communes sollicitant une limite aux abus du clergé, il fait part à Chappuis de son intention de réformer l'Église d'Angleterre. Il aborde à cet égard la possibilité d'un concile général convoqué par les princes et non par le pape. Malgré l'opposition du nonce apostolique et de l'ambassadeur de Charles Quint, une assemblée à Westminster reconnaît Henri VIII comme le seul protecteur et chef suprême de l'Église d'Angleterre. Henri VIII ne cache pas à Eustache Chappuis que « quand bien même on prononcerait dix mille excomunications contre lui, il ne changerait rien à sa façon de penser ». Le 15 mai 1532, l'Église d'Angleterre renonce officiellement à son indépendance législative au profit d'Henri VIII qui ravit ainsi au pape sa souveraineté ecclésiastique.
L'ambassadeur de Charles Quint est en contact avec la reine elle-même, avec John Fisher ainsi qu'avec Brian Tuke, qui fut secrétaire de l'ancien lord-chancelier, le cardinal Thomas Wolsey.
Eustache Chappuis se concerte diplomatiquement avec l'ambassadeur de France, Jean du Bellay. En relation avec le chancelier Thomas More, dont il partage les idées humanistes, Eustache Chappuis défend la cause de Catherine d'Aragon, reine d'Angleterre, épouse du roi Henri VIII et tante maternelle de Charles Quint. En effet, peu avant son arrivée à la cour anglaise, éclatait la grande affaire du roi Henri VIII, qui souhaitait se séparer de son épouse Catherine d'Aragon — considérée comme légitime par l'Église catholique romaine — pour épouser Anne Boleyn, fille de Thomas Boleyn.
Eustache Chappuis apporte tout son soutien à la reine Catherine, en vain. Elle est répudiée en 1532. Elle se retire au château de Kimbolton où elle meurt le 7 janvier 1536. L'ambassadeur ne peut s'empêcher de penser que sa mort est bien suspecte et il soupçonne un empoisonnement. Il laisse un compte-rendu attristé de sa dernière visite à la reine à Kimbolton.    
Il plaide la cause de Marie Tudor, fille de Catherine d'Aragon et héritière légitime du royaume d'Angleterre, qui parvient à revenir à la cour d'Angleterre avant de régner en 1553.

## Fondateur de collèges
Les historiens rapportent qu'Eustache Chappuis séjourne à Anvers au début de 1540 auprès de Charles-Quint. Remplacé par le diplomate flamand François van der Delft, il quitte la Cour d'Angleterre en mai 1545 pour se retirer à Louvain. Il va se rendre à Annecy en 1548. Annecy est depuis 1514 la capitale du nouveau comté de Genevois, apanage des Genevois-Nemours, branche cadette de la maison de Savoie, alliés du roi François Ier. Les Savoyards de cette époque sont au service alternatif des deux branches de Savoie, antagonistes dans leurs alliances.  
Adepte de la Réforme catholique, inspirée par le Concile de Trente, Eustache Chappuis fonde deux collèges en l'espace de trois ans.

### Collège chappuisien d'Annecy (1549)

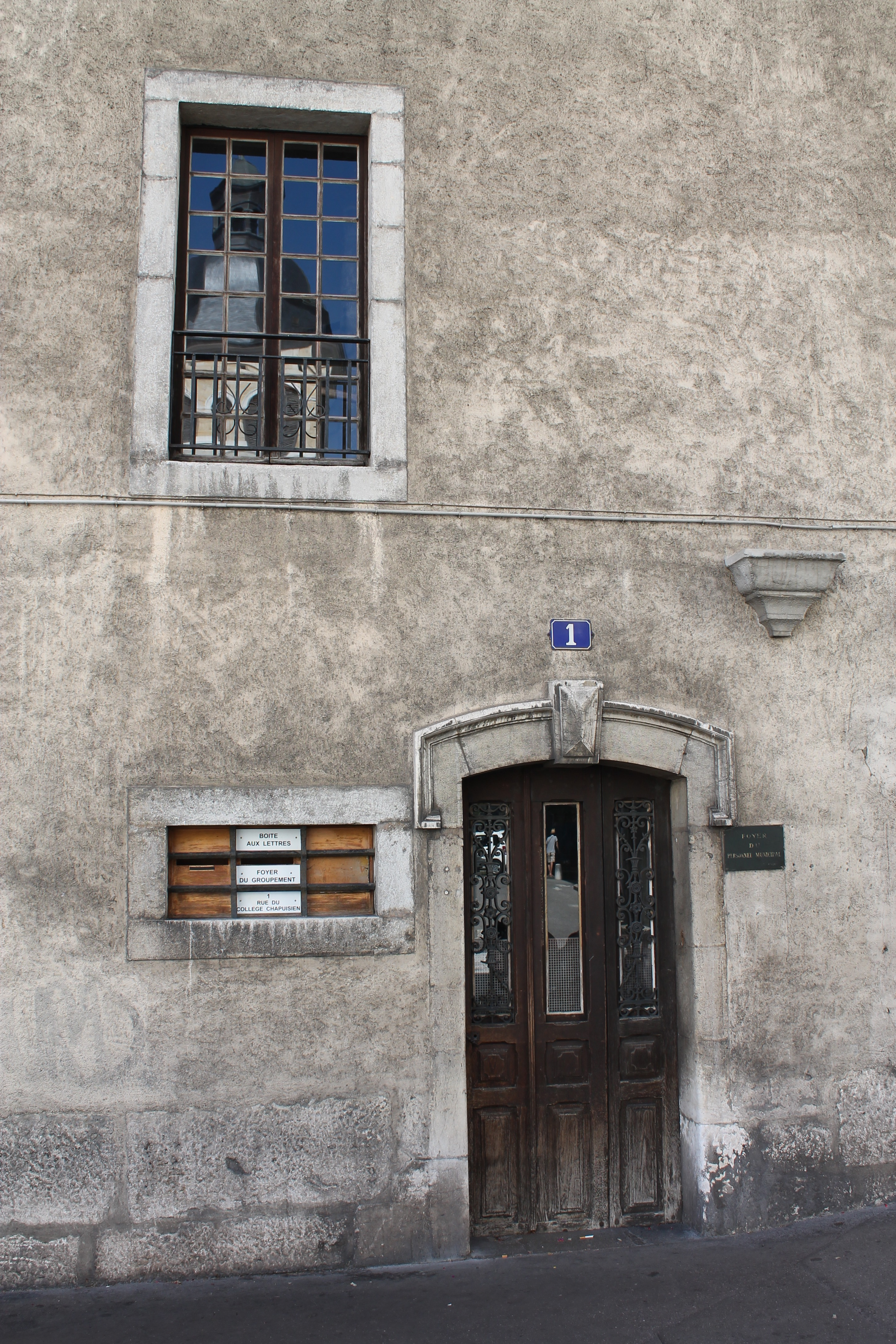
Porte d'entrée du 1, rue du Collège chapuisien, à Annecy.

Pour concurrencer la Réforme protestante de Genève, il fonde un collège à Annecy en 1549. L'école est destinée à forger des esprits capables de résister aux argumentations des pasteurs protestants.
Géré initialement par le clergé diocésain, le Collège est confié aux barnabites, religieux d'origine milanaise, dont la réputation pédagogique est adaptée à la situation. Y sont notamment formés Claude de Granier, évêque de Genève, François de Sales, le chimiste Claude-Louis Berthollet, le grammairien Claude Favre de Vaugelas, l'évêque d'Annecy Mgr de Thiollaz et le cardinal Gerdil.
Cette école a fonctionné sous tous les régimes jusqu'à la fin du XIXe siècle, donnant naissance à l'actuel lycée Berthollet en 1888. L'enseignement du collège chappuisien était réputé pour son caractère profondément humaniste.

### Collège de Savoie à Louvain (1551)
Le Collège Chappuisien est fondé à Louvain, en 1551, dans les Pays-Bas espagnols, sous le nom de collège de Savoie. Les étudiants du collège savoyard d'Annecy disposaient de huit places. Le recrutement s'opère dans le cercle restreint des notables savoyards. Des bourses sont réservées aux étudiants de condition modeste.
Le chanoine Eustache Chappuis est mort à Louvain le 16 janvier 1556, ou peut être le 21, d'après le Dictionnaire du clergé séculier et régulier du diocèse de Genève-Annecy (1920-1921) du chanoine Charles-Marie Rebord (1856-1927),,. Il est inhumé dans la chapelle du Collège de Savoie à Louvain.

## Notoriété d'Eustache Chappuis
Ce savoisien de la Renaissance, natif d'Annecy, ambassadeur à la Cour d'Angleterre, ne semble pas connu en pays de Savoie, à l'instar de son  compatriote Marc-Claude de Buttet, natif de Chambéry, poète à la Cour de France.
Annecy a baptisé un quai Eustache-Chappuis et une rue du Collège chappuisien.

## Mises en scène de l'ambassadeur à la cour d'Angleterre
- Par Shakespeare au Théâtre en 1613 : Shakespeare a écrit en 1613 une pièce historique intitulée La fameuse histoire de la vie du roi Henry le huitième, où il donne sous la forme latinisée le nom du prélat, Capucius. Parue sous le nom initial de All is True, cette pièce prendra dix ans plus tard le titre de The famous History of the life of king Henry the eight.

- Par Robert Bolt au Théâtre en 1954 : Robert Bolt a écrit en Angleterre en 1954 la pièce intitulée Un homme pour l'éternité, sur la cour d'Henry VIII: Le personnage d'Eustache Chappuis est incarné dans cette pièce qui fait l'objet d'un remake réalisé par Bernard Hepton en 1960 à la BBC.

- Par Michael Hirst à la Télévision en 2007 : Michael Hirst a réalisé en 2007 un feuilleton télévisuel canado-irlandais en 38 épisodes intitulé Les Tudors. Le personnage d'Eustache Chappuis est incarné par Anthony Brophy, doublé en français par Fabien Briche.

- Par Hilary Mantel en 2009 et 2012 : Hilary Mantel, romancière britannique, est l'auteur de Wolf Hall et de Bring up the Bodies en 2009 et 2012, romans pour lesquels elle reçoit deux fois le Booker Prize Fiction. Le sujet est la cour d'Henry VIII et le rôle  principal est celui de Thomas Cromwell. Eustache Chappuis y a toute sa place. Il est interprété par Mathieu Amalric puis Karim Kadjar dans les adaptations des romans en mini-série par Peter Kosminsky : Wolf Hall - Dans l'ombre des Tudors en 2015 puis Wolf Hall - Le miroir et la lumière en 2024.